# داني كرو
داني كرو (بالإنجليزية: Danny Crow)‏ هو لاعب كرة قدم بريطاني، ولد في 26 يناير 1986 في يرموث الكبرى ‏ في المملكة المتحدة. لعب مع كامبريدج يونايتد ونادي بيتربورو يونايتد ونادي لوتون تاون ونادي نورثامبتون تاون ونوتس كاونتي ونورويتش سيتي ونيوبورت كونتي.

## وصلات خارجية
- داني كرو على موقع قاعدة بيانات كرة القدم.إي يو (الإنجليزية)
- داني كرو على موقع Soccerbase.com (لاعب) (الإنجليزية)
- داني كرو على موقع Soccerway.com (الإنجليزية)
- داني كرو على موقع عالم كرة القدم.نت (الإنجليزية)